# Daniela Hodrová
Daniela Hodrová (5. července 1946 Praha – 31. srpna 2024 Praha-Malá Strana) byla česká literární teoretička a spisovatelka.

## Život
Byla dcerou filmového a divadelního herce Zdeňka Hodra (1908 - 1984), tím pádem i vnučkou divadelního a filmového herce Jana Hodra (1875–1938) a divadelní a filmové herečky Marie Hodrové, roz. Bonaventurové (1880–1952). Maturovala v roce 1963 na střední všeobecně vzdělávací škole v Praze. Rok po maturitě se živila jako asistentka režie a dramaturgie v Divadle Jiřího Wolkera. Poté vystudovala rusistiku, bohemistiku, romanistiku a srovnávací literaturu na Univerzitě Karlově. Doktorskou práci obhájila roku 1977. V letech 1972–1975 pracovala jako redaktorka v nakladatelství Odeon. V roce 1975 začala vědecky pracovat v Ústavu pro českou literaturu Československé akademie věd. Roku 1980 získala titul kandidát věd, v roce 1992 doktor věd. V roce 2011 získala za svůj za román Vyvolávání Státní cenu za literaturu (jako teprve druhá žena v historii), rok poté mezinárodní Cenu Franze Kafky. V roce 2016 odešla do důchodu. Ve stejném roce obdržela cenu Magnesia litera v hlavní kategorii Kniha roku za román Točité věty. Časopis A2 zařadil v roce 2020 její knihy Vyvolávání a Chvála schoulení do českého literárního kánonu po roce 1989, tedy do výběru nejdůležitějších českých knih v období třiceti let od sametové revoluce. Spolu s Milanem Kunderou a Václavem Jamkem byla jedinou, kdo má v tomto seznamu dvě knihy.
Jejím prvním manželem byl spisovatel Karel Milota.

## Dílo
Do české literatury vstoupila v roce 1964, když jí vyšla báseň v časopise Divoké víno. Tam také v roce 1971 publikovala i první prózu. Její beletristická i literárněvědná díla byla přeložena do více než deseti jazyků. V jejím díle, které je řazeno k postmoderně, je výrazná evokace tajuplné Prahy, fuksovská atmosféra, psychologické vykreslování postav, náznaky, metafory a alegorie. To vše činí její dílo kvalitním, není ale tím pádem tak snadno čitelné a uspokojí spíše náročného čtenáře. S jejím dílem prozaickým je propleteno i její dílo esejistické a teoretické, jímž do české literatury vstoupila ponejprv. Slovník české literatury po roce 1945 tuto spjatost popsal slovy: „Pro Danielu Hodrovou je charakteristické prostupování literárněvědné činnosti s tvorbou beletristickou. Mnohá témata a postupy, jimiž se zabývá jako teoretička, se objevují rovněž v jejích prózách: ať již jde o pojetí města jako subjektu či divadla, o typy ‚loutkovitých‘ postav, nebo o téma proměny a zasvěcení aj. (...) Její prózy a teoretické náhledy vzájemně korespondují především v chápání románu jako věčné oscilace mezi realitou a fikcí a v důrazu na sebepopírání žánru, na jeho sebereflexivnost.“

### Próza
- Podobojí, Severočeské nakladatelství, 1991
- Kukly, Práce, 1991
- Théta, Československý spisovatel, 1991
- Město vidím..., Euroslavica, 1992
- Perunův den, Hynek, 1994
- Ztracené děti, Hynek, 1997
- Trýznivé město, Hynek, 1999 (souborné vydání „pražské trilogie“, tedy románů Podobojí, Kukly a Théta)
- Komedie, Torst, 2003
- Vyvolávání, Malvern, 2010
- Točité věty, Malvern, 2015
- Ta blízkost, Malvern, 2019
- Co přichází aneb Cesta na Kouzelný vrch, Malvern, 2024

### Eseje a studie
- Hledání románu, Československý spisovatel 1989
- Prague : Visite privée, éd. du Chêne, 1991, francouzsky
- Cité dolente: Le royaume d'Olsany, Robert Laffont, 1992, francouzsky
- Das Wolschaner Reich : Citté dolente I., Ammann, 1992, německy
- Román zasvěcení, H+H, 1993
- Místa s tajemstvím, Koniasch Latin Press, 1994
- Im Reich der Lüfte : Citté dolente II., Ammann, 1994, německy
- Les Chrysalides, tableaux vivants, Robert Laffont, 1995, francouzsky
- Theta : Citté dolente III., Ammann, 1998, německy
- Pod dwiema postaciami, "Fundacja Anima 'Tygiel Kultury'", 2001, polsky. Překlad Leszek Engelking.
- Citlivé město, Akropolis, 2006
- Chvála schoulení. Eseje z poetiky pomíjivosti, 2011
- Co se vyjevuje. Eseje o Adrieně Šimotové, 2015

### V populární kultuře
Její romány jsou zmíněny jako jedna ze zbraní Saudruhových bojovníků v českém překladu parodie na Pána prstenů, Za pár prstenů (překlad Richard Podaný).